# Jennings (Luisiana)
Jennings es una ciudad ubicada en la parroquia de Jefferson Davis en el estado estadounidense de Luisiana. En el Censo de 2010 tenía una población de 10383 habitantes y una densidad poblacional de 384,66 personas por km².

## Geografía
Jennings se encuentra ubicada en las coordenadas 30°13′23″N 92°39′30″O / 30.22306, -92.65833. Según la Oficina del Censo de los Estados Unidos, Jennings tiene una superficie total de 26.99 km², de la cual 26.95 km² corresponden a tierra firme y (0.17%) 0.05 km² es agua.

## Demografía
Según el censo de 2010, había 10383 personas residiendo en Jennings. La densidad de población era de 384,66 hab./km². De los 10383 habitantes, Jennings estaba compuesto por el 68.45% blancos, el 28.4% eran afroamericanos, el 0.31% eran amerindios, el 0.24% eran asiáticos, el 0.02% eran isleños del Pacífico, el 0.63% eran de otras razas y el 1.96% pertenecían a dos o más razas. Del total de la población el 1.93% eran hispanos o latinos de cualquier raza.